# Adolfo Ruiz Cortines

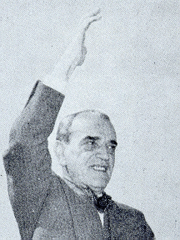
Adolfo Ruiz Cortines

Adolfo Ruiz Cortines (Veracruz, 30 december 1890 – aldaar, 3 december 1973) was een Mexicaans politicus. Hij was president van Mexico van 1952 tot 1958.

## Vroege jaren
Ruiz Cortinez' vader overleed twee maanden voor zijn geboorte. Aanvankelijk studeerde Ruiz Cortines in Veracruz, maar stopte met zijn studie om werk te vinden om zijn familie financieel te helpen. In 1907 verhuisde hij naar Mexico-Stad om als boekhouder te werken bij ir. Alfredo Robles Domínguez. Deze steunde de constitutionalistische opstandelingen van Venustiano Carranza, die tijdens de Mexicaanse Revolutie streden tegen generaal Victoriano Huerta, die bij een staatsgreep de macht had gegrepen. Nadat Huerta was verdreven werd Robles Domínguez gouverneur van het Federaal District, en benoemde hij Ruiz Cortines tot zijn persoonlijke secretaris. Deze functie behield hij onder de nieuwe gouverneur generaal Heriberto Jara. Ruiz Cortines vergezelde Jara toen deze optrok tegen de Amerikaanse troepen die Veracruz hadden bezet. In de daaropvolgende jaren vervulde Ruiz Cortines verschillende militaire functies en klom op tot generaal.
Vanaf 1920 was hij werkzaam op het Departement van Statistiek en in 1935 benoemde president Lázaro Cárdenas hem tot militair bevelhebber van het Federaal District. In 1937 begon zijn politieke carrière toen hij in de Kamer van Afgevaardigden werd gekozen. In 1940 steunde hij de presidentscampagne van Manuel Ávila Camacho. Zijn persoonlijke vriendschap met minister van binnenlandse Miguel Alemán maakte het mogelijk dat hij tot gouverneur van Veracruz werd gekozen. Vier jaar later trad hij af, toen de inmiddels president geworden Alemán hem benoemde tot minister van binnenlandse zaken.

## Verkiezing
Zoals gebruikelijk binnen de regerende Institutioneel Revolutionaire Partij (PRI) wees de zittende president de presidentskandidaat voor de verkiezingen aan. Alemán wees Ruiz Cortines aan, die vervolgens met 74,31% van de stemmen werd gekozen. Ruiz Cortines versloeg in die verkiezingen Miguel Enríquez Guzmán van de Federatie van Partijen van het Volk (FPP), Efraín González Luna van de Nationale Actiepartij (PAN) en Vicente Lombardo Toledano van de Volkspartij (PP). Ruiz Cortines trad aan op 1 december 1952.
Jaren later bleek uit vrijgegeven documenten dat verschillende aanhangers van Enríquez geleid door Marcelino García Barragán in 1953 een staatsgreep tegen Ruiz Cortines voorbereidden, maar daar uiteindelijk van afzagen.

## Presidentiële termijn
Zijn beleid week nauwelijks af van dat van zijn voorganger, Ávila Camacho en Alemán, en was vooral gericht op het aantrekken van buitenlandse investeerders en goede betrekkingen met de noorderbuur, de Verenigde Staten. Zijn grootste verdienste was dat hij een einde probeerde te maken aan de corruptie die het bewind van president Alemán kenmerkte. Ook bracht hij de uit de hand gelopen uitgaven terug. Ruiz Cortines investeerde in de landbouw en infrastructuur. De Mexicaanse economie groeide onder zijn presidentschap, zij het minder dan tijdens zijn voorganger en opvolger. Inflatie dwong Ruiz Cortines de Mexicaanse peso te devalueren.
Hij poogde de linkse vleugel van cardenistas, aanhangers van Cárdenas, en de rechtervleugel van alemanistas, aanhangers van Alemán, binnen de PRI met elkaar te verzoenen. Op verzoek van Cárdenas besloot hij Fidel Castro en Che Guevara, die na een mislukte revolutiepoging Cuba waren ontvlucht, niet uit te zetten.
Ruiz Cortines probeerde de positie van de vrouw in Mexico te verbeteren. In 1953 werd het vrouwenkiesrecht ingevoerd.

## Opvolging en nalatenschap
In 1957 wees Ruiz Cortines Adolfo López Mateos, een politicus uit de linkervleugel van de PRI, als opvolger aan, die een jaar later werd gekozen. Bij het eind van zijn termijn was hij een van de weinige presidenten die zich tijdens de ambstermijn niet verrijkt had. Hij werd dan ook geprezen voor zijn eerlijkheid, maar voor de rest wordt zijn bestuur als vrij kleurloos gezien, zeker vergeleken bij zijn charismatische opvolger.
Na zijn aftreden trok hij zich terug uit het openbare leven. Zijn laatste levensjaren sleet Adolfo Ruiz Cortines in zijn geboortestreek.
- Biblioteca Nacional de España: XX1426546
- Gemeinsame Normdatei: 123058449
- International Standard Name Identifier: 0000 0000 3620 345X
- Library of Congress Control Number: n85092509
- National Archives and Records Administration: 10568496
- Istituto Centrale per il Catalogo Unico: CAGV341884
- SNAC: w63f5g2t
- Système universitaire de documentation: 179504339
- Virtual International Authority File: 55045567
- WorldCat: E39PBJcWpWQcwGwWXDTJd8YpT3